# Massaker von Pawłokoma

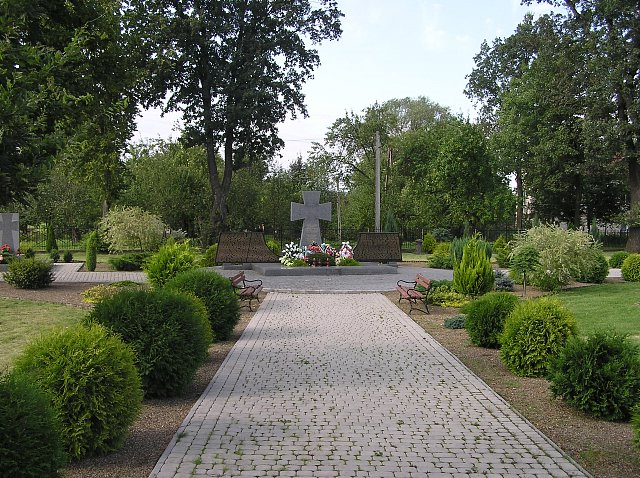
Gedenkstätte für die Opfer des Massakers von Pawłokoma

Das Massaker von Pawłokoma ereignete sich Anfang März 1945 bei dem Dorf Pawłokoma (ukrainisch Павлокома) in Polen in der heutigen Woiwodschaft Karpatenvorland. 

## Geschehnisse
In Pawłokoma wurden gegen Ende des Zweiten Weltkriegs, am 2./3. März 1945, dort lebende Ukrainer durch polnische Partisanen, darunter ehemalige Angehörige der Polnischen Heimatarmee unter der Leitung von Józef Biss, ermordet. Dabei wurden die Bewohner zunächst zu einer Kirche getrieben, wo sie verhört wurden und danach vermutlich an einem naheliegenden Friedhof hingerichtet wurden. Es gab je nach Schätzung 150 bis 365 Tote.

## Kontext
Die Morde an den Ukrainern stehen im Zusammenhang mit Morden an Polen durch mit der deutschen Besatzungsmacht kollaborierende nationalistische ukrainische Partisanen in den Jahren 1942–1943, während der deutschen Besatzungszeit. 
Das Massaker, das als Vergeltung für die Taten der Ukrainer anzusehen ist, wurde durch die Verschleppung von 13 Einwohnern Pawłokomas durch die Ukrainische Aufständische Armee ausgelöst.

## Aufarbeitung
Am 13. Mai 2006 weihten die Staatspräsidenten der Ukraine und Polens, Wiktor Juschtschenko und Lech Kaczyński, in Pawłokoma eine Gedenkstätte für die getöteten Ukrainer ein. An einem der drei Massengräber sind die Namen der Opfer eingraviert.